# Paracatenula
Paracatenula är ett släkte av plattmaskar. Paracatenula ingår i familjen Retronectidae.